# Primeira Liga 2025-2026
La Primeira Liga 2025-2026, nota come Liga Portugal Betclic 2025-2026 per ragioni di sponsorizzazione, sarà la 92ª edizione della massima serie del campionato portoghese di calcio, con inizio il 10 agosto 2025 e termine il 17 maggio 2025. 

## Stagione
Dalla stagione 2024-2025 sono stati retrocessi Farense e Boavista, ultime due squadre classificate, con quest'ultima che a causa di problematiche finanziarie non si è poi iscritta al campionato di Segunda Liga; dalla Segunda Liga 2024-2025 sono state promosse Tondela e Alverca, prime due squadre classificate.

### Formula
Le 18 squadre partecipanti si affrontano in un girone di andata e ritorno, per un totale di 34 giornate. Al termine della stagione, la prima classificata è campione di Portogallo e si qualifica alla UEFA Champions League 2026-2027 insieme con la seconda classificata, a causa della retrocessione del Portogallo nel ranking UEFA che l'ha portato a perdere uno slot. La terza classificata e la vincente della Taça de Portugal 2025-2026 (o la quarta classificata, qualora la vincitrice della Coppa arriva nelle prime tre posizioni) vengono ammesse alla UEFA Europa League 2026-2027, mentre la quarta (o la quinta, nel caso in cui la quarta si qualifichi per l'Europa League), si qualifica per la UEFA Conference League 2026-2027.
Le ultime due classificate retrocedono in Segunda Liga, mentre la terzultima gioca uno spareggio promozione/retrocessione contro la terza classificata della Segunda Liga 2025-2026.

## Squadre partecipanti
| Club              | Stagione | Città                  | Stadio                                     | Stagione precedente                               |
| ----------------- | -------- | ---------------------- | ------------------------------------------ | ------------------------------------------------- |
| Alverca           |          | Alverca do Ribatejo    | Complexo Desportivo do FC Alverca          | 2º posto in Segunda Liga, promossa                |
| Arouca            |          | Arouca                 | Estádio comunale di Arouca                 | 11º posto in Primeira Liga                        |
| AVS               |          | Vila das Aves          | Estádio do CD Aves                         | 16º posto in Primeira Liga                        |
| Benfica           | dettagli | Lisbona                | Estádio da Luz                             | 2º posto in Primeira Liga                         |
| Braga             |          | Braga                  | Estádio comunale di Braga                  | 4º posto in Primeira Liga                         |
| Casa Pia          |          | Lisbona                | Stadio municipale di Rio Maior (Rio Maior) | 9º posto in Primeira Liga                         |
| Estoril Praia     |          | Estoril                | Estádio António Coimbra da Mota            | 8º posto in Primeira Liga                         |
| Estrela Amadora   |          | Amadora                | Estádio José Gomes                         | 15º posto in Primeira Liga                        |
| Famalicão         |          | Vila Nova de Famalicão | Estádio Municipal 22 de Junho              | 7º posto in Primeira Liga                         |
| Gil Vicente       |          | Barcelos               | Estádio Cidade de Barcelos                 | 13º posto in Primeira Liga                        |
| Moreirense        |          | Moreira de Cónegos     | Parque Joaquim de Almeida Freitas          | 10º posto in Primeira Liga                        |
| Nacional          |          | Funchal                | Estádio da Madeira                         | 14º posto in Primeira Liga                        |
| Porto             | dettagli | Oporto                 | Estádio do Dragão                          | 3º posto in Primeira Liga                         |
| Rio Ave           |          | Vila do Conde          | Estádio Municipal dos Arcos                | 12º posto in Primeira Liga                        |
| Santa Clara       |          | Ponta Delgada          | Estádio de São Miguel                      | 5º posto in Primeira Liga                         |
| Sporting Lisbona  | dettagli | Lisbona                | Estádio José Alvalade                      | 1º posto in Primeira Liga, campione di Portogallo |
| Tondela           |          | Tondela                | Stadio João Cardoso                        | 1º posto in Segunda Liga, promossa                |
| Vitória Guimarães |          | Guimarães              | Estádio D. Afonso Henriques                | 6º posto in Primeira Liga                         |

## Allenatori e primatisti
| Squadra           | Allenatore             | Calciatore più presente | Cannoniere |
| ----------------- | ---------------------- | ----------------------- | ---------- |
| Alverca           | Custódio Castro        |                         |            |
| Arouca            | Vasco Seabra           |                         |            |
| AVS               | José Mota              |                         |            |
| Benfica           | Bruno Lage             |                         |            |
| Braga             | Carlos Vicens          |                         |            |
| Casa Pia          | João Pereira           |                         |            |
| Estoril Praia     | Ian Cathro             |                         |            |
| Estrela Amadora   | José Faria             |                         |            |
| Famalicão         | Hugo Oliveira          |                         |            |
| Gil Vicente       | César Peixoto          |                         |            |
| Moreirense        | Vasco Botelho da Costa |                         |            |
| Nacional          | Tiago Margarido        |                         |            |
| Porto             | Francesco Farioli      |                         |            |
| Rio Ave           | Sotiris Silaidopoulos  |                         |            |
| Santa Clara       | Vasco Matos            |                         |            |
| Sporting Lisbona  | Rui Borges             |                         |            |
| Tondela           | Luís Pinto             |                         |            |
| Vitória Guimarães | Luís Freire            |                         |            |

## Classifica
Aggiornata al 18 agosto 2025
|  | Pos. | Squadra           | Pt | G | V | N | P | GF | GS | DR |
|  | ---- | ----------------- | -- | - | - | - | - | -- | -- | -- |
|  | 1.   | Sporting Lisbona  | 6  | 2 | 2 | 0 | 0 | 8  | 0  | +8 |
|  | 2.   | Braga             | 6  | 2 | 2 | 0 | 0 | 6  | 0  | +6 |
|  | 3.   | Porto             | 6  | 2 | 2 | 0 | 0 | 5  | 0  | +5 |
|  | 4.   | Famalicão         | 6  | 2 | 2 | 0 | 0 | 4  | 0  | +4 |
|  | 5.   | Moreirense        | 6  | 2 | 2 | 0 | 0 | 3  | 1  | +2 |
|  | 6.   | Benfica           | 3  | 1 | 1 | 0 | 0 | 1  | 0  | +1 |
|  | 7.   | Gil Vicente       | 3  | 2 | 1 | 0 | 1 | 2  | 2  | 0  |
|  | 8.   | Casa Pia          | 3  | 2 | 1 | 0 | 1 | 2  | 2  | 0  |
|  | 9.   | Vitória Guimarães | 3  | 2 | 1 | 0 | 1 | 3  | 5  | -2 |
|  | 10.  | Arouca            | 3  | 2 | 1 | 0 | 1 | 3  | 7  | -4 |
|  | 11.  | Rio Ave           | 1  | 1 | 0 | 1 | 0 | 1  | 1  | 0  |
|  | 12.  | Estoril Praia     | 1  | 2 | 0 | 1 | 1 | 3  | 4  | -1 |
|  | 13.  | Estrela Amadora   | 1  | 2 | 0 | 1 | 1 | 1  | 2  | -1 |
|  | 14.  | Nacional          | 1  | 2 | 0 | 1 | 1 | 1  | 3  | -2 |
|  | 15.  | Alverca           | 0  | 2 | 0 | 0 | 2 | 1  | 5  | -4 |
|  | 16.  | AVS               | 0  | 2 | 0 | 0 | 2 | 1  | 5  | -4 |
|  | 17.  | Santa Clara       | 0  | 2 | 0 | 0 | 2 | 0  | 4  | -4 |
|  | 18.  | Tondela           | 0  | 2 | 0 | 0 | 2 | 0  | 4  | -4 |

Legenda:

      Campione del Portogallo e ammessa alla UEFA Champions League 2026-2027
      Ammessa alla Fase campionato della UEFA Champions League 2026-2027
      Ammessa alla Fase campionato della UEFA Europa League 2026-2027
      Ammessa al 2º turno prelim. della UEFA Europa League 2026-2027
      Ammessa alla UEFA Conference League 2026-2027
 Ammessa allo Spareggio promozione-retrocessione
      Retrocesse in Liga Portugal 2 2026-2027
Note:
Tre punti per la vittoria, uno per il pareggio, zero per la sconfitta.
La classifica viene stilata secondo i seguenti criteri:
- Punti conquistati
- Punti conquistati negli scontri diretti
- Differenza reti negli scontri diretti
- Reti realizzate in trasferta negli scontri diretti
- Differenza reti generale
- Partite vinte
- Reti totali realizzate
- Spareggio

## Risultati

### Tabellone
Ogni riga indica i risultati casalinghi della squadra segnata a inizio della riga, contro le squadre segnate colonna per colonna (che invece avranno giocato l'incontro in trasferta). Al contrario, leggendo la colonna di una squadra si avranno i risultati ottenuti dalla stessa in trasferta, contro le squadre segnate in ogni riga, che invece avranno giocato l'incontro in casa.
|                   | ALV  | ARO  | AVS  | BEN  | BRA  | CAS  | EST  | EsA  | FAM  | GiV  | MOR  | NAC  | PTO  | RIO  | SAN  | SPO  | TON  | ViG  |
| ----------------- | ---- | ---- | ---- | ---- | ---- | ---- | ---- | ---- | ---- | ---- | ---- | ---- | ---- | ---- | ---- | ---- | ---- | ---- |
| Alverca           | –––– |      |      |      | 0-3  |      |      |      |      |      |      |      |      |      |      |      |      |      |
| Arouca            |      | –––– | 3-1  |      |      |      |      |      |      |      |      |      |      |      |      |      |      |      |
| AVS               |      |      | –––– |      |      | 0-2  |      |      |      |      |      |      |      |      |      |      |      |      |
| Benfica           |      |      |      | –––– |      |      |      |      |      |      |      |      |      |      |      |      |      |      |
| Braga             |      |      |      |      | –––– |      |      |      |      |      |      |      |      |      |      |      | 3-0  |      |
| Casa Pia          |      |      |      |      |      | –––– |      |      |      |      |      |      |      |      |      | 0-2  |      |      |
| Estoril           |      |      |      |      |      |      | –––– | 1-1  |      |      |      |      |      |      |      |      |      |      |
| Estrela Amadora   |      |      |      | 0-1  |      |      |      | –––– |      |      |      |      |      |      |      |      |      |      |
| Famalicão         |      |      |      |      |      |      |      |      | –––– |      |      |      |      |      | 3-0  |      |      |      |
| Gil Vicente       |      |      |      |      |      |      |      |      |      | –––– |      |      | 0-2  |      |      |      |      |      |
| Moreirense        | 2-1  |      |      |      |      |      |      |      |      |      | –––– |      |      |      |      |      |      |      |
| Nacional          |      |      |      |      |      |      |      |      |      | 0-2  |      | –––– |      |      |      |      |      |      |
| Porto             |      |      |      |      |      |      |      |      |      |      |      |      | –––– |      |      |      |      | 3-0  |
| Rio Ave           |      |      |      |      |      |      |      |      |      |      |      | 1-1  |      | –––– |      |      |      |      |
| Santa Clara       |      |      |      |      |      |      |      |      |      |      | 0-1  |      |      |      | –––– |      |      |      |
| Sporting Lisbona  |      | 6-0  |      |      |      |      |      |      |      |      |      |      |      |      |      | –––– |      |      |
| Tondela           |      |      |      |      |      |      |      |      | 0-1  |      |      |      |      |      |      |      | –––– |      |
| Vitória Guimarães |      |      |      |      |      |      | 3-2  |      |      |      |      |      |      |      |      |      |      | –––– |

## Spareggio promozione-retrocessione
Allo spareggio sono ammesse la sedicesima classificata in Primeira Liga e la terza classificata in Liga 2.
|  | Risultati |  | Luogo e data |
|  | --------- |  | ------------ |
|  | -         |  |              |
|  | -         |  |              |
|  |           |  |              |

## Statistiche

### Squadre

#### Capoliste solitarie
|    | —— | —— | —— | —— | —— | —— | —— | —— | ——  | ——  | ——  | ——  | ——  | ——  | ——  | ——  | ——  | ——  | ——  | ——  | ——  | ——  | ——  | ——  | ——  | ——  | ——  | ——  | ——  | ——  | ——  | ——  | ——  | —— |  |
|    |    |    |    |    |    |    |    |    |     |     |     |     |     |     |     |     |     |     |     |     |     |     |     |     |     |     |     |     |     |     |     |     |     |    |  |
|    |    |    |    |    |    |    |    |    |     |     |     |     |     |     |     |     |     |     |     |     |     |     |     |     |     |     |     |     |     |     |     |     |     |    |  |
|    |    |    |    |    |    |    |    |    |     |     |     |     |     |     |     |     |     |     |     |     |     |     |     |     |     |     |     |     |     |     |     |     |     |    |  |
| 1ª | 2ª | 3ª | 4ª | 5ª | 6ª | 7ª | 8ª | 9ª | 10ª | 11ª | 12ª | 13ª | 14ª | 15ª | 16ª | 17ª | 18ª | 19ª | 20ª | 21ª | 22ª | 23ª | 24ª | 25ª | 26ª | 27ª | 28ª | 29ª | 30ª | 31ª | 32ª | 33ª | 34ª |    |  |

### Classifica in divenire
|                   | 1ª | 2ª | 3ª | 4ª | 5ª | 6ª | 7ª | 8ª | 9ª | 10ª | 11ª | 12ª | 13ª | 14ª | 15ª | 16ª | 17ª | 18ª | 19ª | 20ª | 21ª | 22ª | 23ª | 24ª | 25ª | 26ª | 27ª | 28ª | 29ª | 30ª | 31ª | 32ª | 33ª | 34ª |
| ----------------- | -- | -- | -- | -- | -- | -- | -- | -- | -- | --- | --- | --- | --- | --- | --- | --- | --- | --- | --- | --- | --- | --- | --- | --- | --- | --- | --- | --- | --- | --- | --- | --- | --- | --- |
| Alverca           | 0  | 0  |    |    |    |    |    |    |    |     |     |     |     |     |     |     |     |     |     |     |     |     |     |     |     |     |     |     |     |     |     |     |     |     |
| Arouca            | 3  | 3  |    |    |    |    |    |    |    |     |     |     |     |     |     |     |     |     |     |     |     |     |     |     |     |     |     |     |     |     |     |     |     |     |
| AVS               | 0  | 0  |    |    |    |    |    |    |    |     |     |     |     |     |     |     |     |     |     |     |     |     |     |     |     |     |     |     |     |     |     |     |     |     |
| Benfica           | 0* | 3* |    |    |    |    |    |    |    |     |     |     |     |     |     |     |     |     |     |     |     |     |     |     |     |     |     |     |     |     |     |     |     |     |
| Braga             | 3  | 6  |    |    |    |    |    |    |    |     |     |     |     |     |     |     |     |     |     |     |     |     |     |     |     |     |     |     |     |     |     |     |     |     |
| Casa Pia          | 0  | 3  |    |    |    |    |    |    |    |     |     |     |     |     |     |     |     |     |     |     |     |     |     |     |     |     |     |     |     |     |     |     |     |     |
| Estoril           | 1  | 1  |    |    |    |    |    |    |    |     |     |     |     |     |     |     |     |     |     |     |     |     |     |     |     |     |     |     |     |     |     |     |     |     |
| Estrela Amadora   | 1  | 1  |    |    |    |    |    |    |    |     |     |     |     |     |     |     |     |     |     |     |     |     |     |     |     |     |     |     |     |     |     |     |     |     |
| Famalicão         | 3  | 6  |    |    |    |    |    |    |    |     |     |     |     |     |     |     |     |     |     |     |     |     |     |     |     |     |     |     |     |     |     |     |     |     |
| Gil Vicente       | 3  | 3  |    |    |    |    |    |    |    |     |     |     |     |     |     |     |     |     |     |     |     |     |     |     |     |     |     |     |     |     |     |     |     |     |
| Moreirense        | 3  | 6  |    |    |    |    |    |    |    |     |     |     |     |     |     |     |     |     |     |     |     |     |     |     |     |     |     |     |     |     |     |     |     |     |
| Nacional          | 0  | 1  |    |    |    |    |    |    |    |     |     |     |     |     |     |     |     |     |     |     |     |     |     |     |     |     |     |     |     |     |     |     |     |     |
| Porto             | 3  | 6  |    |    |    |    |    |    |    |     |     |     |     |     |     |     |     |     |     |     |     |     |     |     |     |     |     |     |     |     |     |     |     |     |
| Rio Ave           | 0* | 1* |    |    |    |    |    |    |    |     |     |     |     |     |     |     |     |     |     |     |     |     |     |     |     |     |     |     |     |     |     |     |     |     |
| Santa Clara       | 0  | 0  |    |    |    |    |    |    |    |     |     |     |     |     |     |     |     |     |     |     |     |     |     |     |     |     |     |     |     |     |     |     |     |     |
| Sporting Lisbona  | 3  | 6  |    |    |    |    |    |    |    |     |     |     |     |     |     |     |     |     |     |     |     |     |     |     |     |     |     |     |     |     |     |     |     |     |
| Tondela           | 0  | 0  |    |    |    |    |    |    |    |     |     |     |     |     |     |     |     |     |     |     |     |     |     |     |     |     |     |     |     |     |     |     |     |     |
| Vitória Guimarães | 0  | 3  |    |    |    |    |    |    |    |     |     |     |     |     |     |     |     |     |     |     |     |     |     |     |     |     |     |     |     |     |     |     |     |     |

### Individuali

#### Classifica marcatori
| Gol |  |  | Giocatore | Squadra |
| --- |  |  | --------- | ------- |